# تپه شاهینی ۲
تپه شاهینی ۲ مربوط به سده‌های میانه دوران‌های تاریخی پس از اسلام است و در شهرستان کرمانشاه، بخش مرکزی، دهستان بالادربند، ۸۰۰ متری شمال شرقی روستای شاهینی واقع شده و این اثر در تاریخ ۷ خرداد ۱۳۸۷ با شمارهٔ ثبت ۲۲۸۳۴ به‌عنوان یکی از آثار ملی ایران به ثبت رسیده است.